# الکسیوکا، اگستافا
الکسیوکا (به لاتین: Alekseyevka) یک منطقهٔ مسکونی در جمهوری آذربایجان است که در شهرستان آق‌استفا واقع شده‌است.